# Wojciech Modest Amaro
 (avril 2015).
Si vous disposez d'ouvrages ou d'articles de référence ou si vous connaissez des sites web de qualité traitant du thème abordé ici, merci de compléter l'article en donnant les références utiles à sa vérifiabilité et en les liant à la section « Notes et références ».
Wojciech Modest Amaro, né Wojciech Basiura le 12 février 1972 à Sosnowiec (en Silésie), est un cuisinier et restaurateur polonais. 

## Carrière
Après avoir fait une école d’électronique[Laquelle ?], il a quitté la Pologne en 1993 pour la Grande-Bretagne.  
Pendant ses voyages à l’étranger il fait la connaissance de Nigel Davis de St. Quentin Brasserie et de Michel Roux qui est le chef chez Le Gavroche. Il a suivi un apprentissage Alain Ducasse, Ferran Adrià et Yannick Alléno[réf. nécessaire].
À son retour en Pologne, il est devenu le chef de Polish Business Roundtable Club in Warsaw.
Wojciech Amaro est aussi l’auteur de deux livres de cuisine, Kuchnia polska XXI wieku (qui a obtenu le « Grand Prix de la Littérature Gastronomique » en 2010)[réf. nécessaire] et Natura kuchni polskiej.
Il a ouvert son restaurant, Atelier Amaro, en 2011. Le restaurant n’a pas de menu fixe, il change chaque jour. Atelier Amaro a sa propre ferme d’où viennent les ingrédients : des herbes et de la viande. Amaro sert aussi de l’alcool polonais : de la vodka et de la liqueur. En 2013 Atelier Amaro a obtenu la première étoile Michelin en Pologne[réf. nécessaire]. 
En 2013, Amaro est devenu le juré du programme Top Chef[réf. nécessaire]. Depuis 2014, il est le présentateur de Hell’s Kitchen[réf. nécessaire].